# Pechipogo simplicicornis
Pechipogo simplicicornis is een vlinder uit de familie van de spinneruilen (Erebidae). De wetenschappelijke naam is gepubliceerd in 1935 door Zerny.
Deze nachtvlinder komt voor in Europa.